# 瓦訥主教座堂

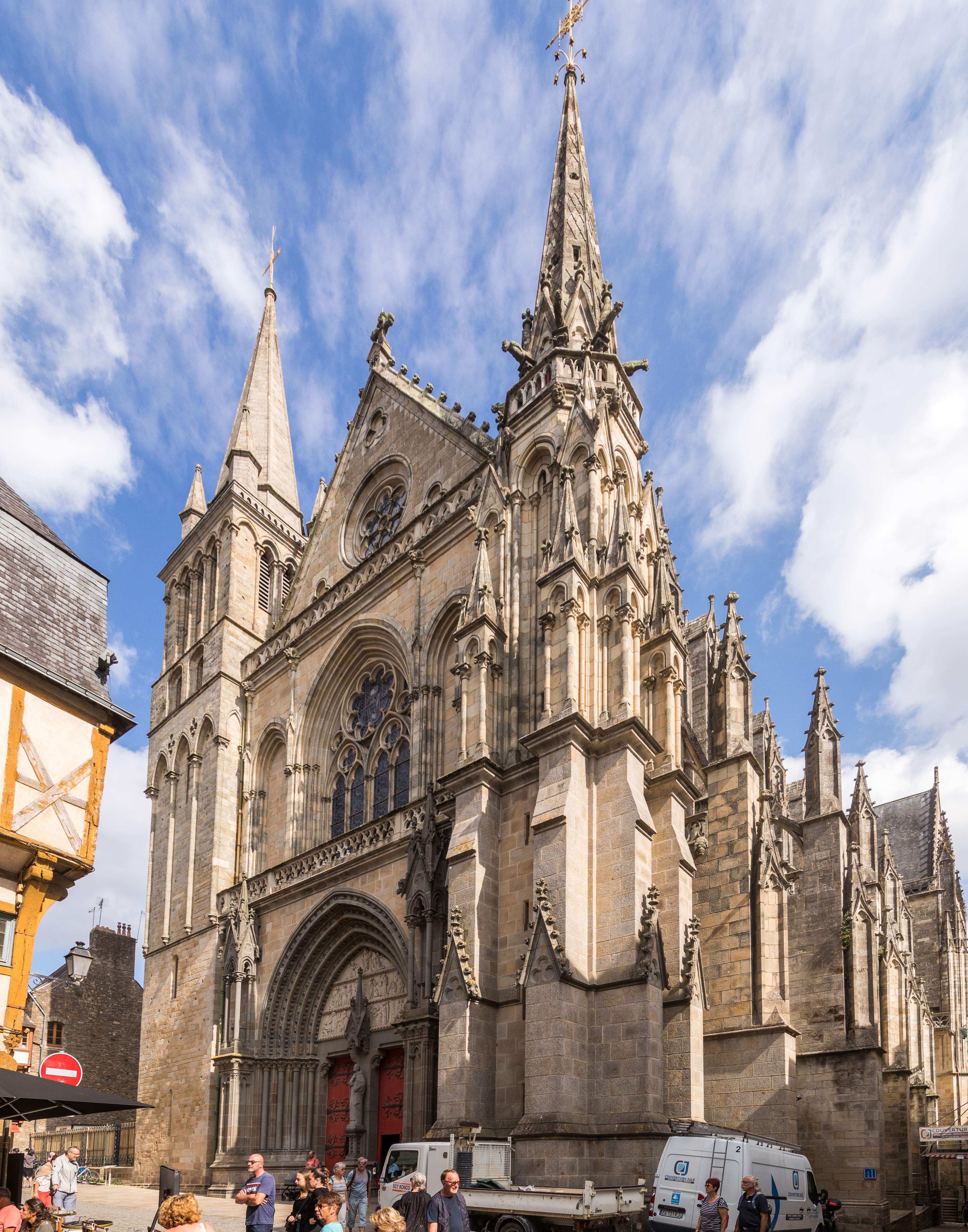
瓦訥主教座堂

瓦訥主教座堂（法語：Cathédrale Saint-Pierre de Vannes）是法國的一座羅馬天主教的主教座堂，位於法國西北部城市瓦訥。這座教堂是天主教瓦訥教區的主教座堂。1870年6月5日，瓦訥主教座堂被庇護九世宣布列为次级宗座圣殿。

## 外部連結
- Monum.fr （法文）
- Tourism site （法文）
- Ministère de Culture: archive photographs （页面存档备份，存于） （法文）
- Structurae: images only （页面存档备份，存于）

47°39′29″N 2°45′25″W / 47.658°N 2.757°W